# Неистов и упрям
«Неистов и упрям» («Гори, огонь, гори») — одна из первых песен Булата Окуджавы, создание которой обычно датируется 1946 или 1947 годом.

## История
Неистов и упрям, 

гори, огонь, гори. 

На смену декабрям 

приходят январи.

Нам всё дано сполна — 

и радости, и смех, 

одна на всех луна, 

весна одна на всех. 
Рассказывая об истории создания песни «Неистов и упрям», Булат Окуджава сообщал, что он сочинил её в 1946 году, когда учился на 1-м курсе филологического факультета Тбилисского государственного университета. Литературовед Леонид Дубшан уточнял, что, по-видимому, это было во втором семестре, то есть в первой половине 1946 года. Со свойственной ему самоиронией Окуджава рассказывал: «…я был студентом первого курса университета. Я очень гордился этим своим новым званием и решил — так как я писал стихи — написать студенческую песню. По моим представлениям, студенческая песня должна была быть очень грустной, типа „Быстры, как волны, дни нашей жизни…“ или что-нибудь в этом роде. И вот как-то однажды я подсел к пианино и двумя пальцами стал подбирать музыку к стихам „Неистов и упрям, гори, огонь, гори…“ Получилась песенка. Друзья её подхватили».
В биографии Окуджавы, вышедшей в 2009 году, писатель Дмитрий Быков относил создание песни «Неистов и упрям» к 1947 году. При датировке он основывался на автографе, написанном Галиной Смольяниновой — первой женой Булата Окуджавы. На том же листе, что и рукописный текст песни, был приведён эпиграф из Лопе де Веги — реплика Тристана из комедии «Собака на сене» в переводе Михаила Лозинского: «Пусть всё течёт само собой, а там посмотрим, что случится». По словам Быкова, «Лопе де Вегу проходили только что, на втором курсе»; кроме этого, в том же автографе была приведена точная дата — 24 октября 1947 года.
По словам Окуджавы, после создания «Неистов и упрям» он долго песен не писал, а вернулся к песенному творчеству только через десять лет, в 1956 году. Слова песни «Неистов и упрям» были впервые опубликованы в 1977 году, с указанием даты «1946». Однако в вышедшей в 1996 году книге «Чаепитие на Арбате» стихотворение было помещено автором в раздел «Пятидесятые» (1950-е годы); кроме этого, было добавлено посвящение Юрию Нагибину. Исследователь творчества Окуджавы Евгений Шраговиц обсуждал разные варианты, которые могли привести к авторскому изменению датировки. Один из них — первая версия стихотворения могла относиться к 1940-м, но она была переработана в 1950-х. Другой вариант — «называя эту песню „студенческой“, Окуджава пытался сделать менее заметным её гражданский характер, а отодвигая дату её создания подальше в прошлое — придать песне вид юношеской шалости».
Песня «Неистов и упрям» была исполнена актрисой Татьяной Дорониной в фильме «На ясный огонь» (1975), поставленном режиссёром Виталием Кольцовым по повести  Михаила Зощенко «Возмездие». В 1976 году фирма «Мелодия» выпустила пластинку «Татьяна Доронина поёт песни Булата Окуджавы из кинофильма „На ясный огонь“», на которой, кроме «Неистов и упрям», были также записаны другие прозвучавшие в фильме песни — «Когда внезапно затихает», «Надежда, я вернусь тогда…» и «Мой конь».

## Отзывы
Писатель Дмитрий Быков отмечал, что с самого начала «мерцающий смысл окуджавовских песен идеально совпадал с зыбким, туманным мироощущением хорошего советского человека» и, начиная с песни «Неистов и упрям», «Окуджава научился обозначать и намекать, а не называть и указывать». По словам Быкова, эта песня, повествующая «о быстротечности юных дней и обречённости всех порывов», доказала, что «можно делать настоящее искусство, оперируя сплошными штампами», которые «подчёркнуты, преднамеренны, в них сквозят студенческая бравада и экзальтация — но мелодия судит всё и всех с высоты возраста, словно ностальгирует заранее».
Исследователь творчества Окуджавы Евгений Шраговиц писал, что «по своему характеру и романтической образности (огонь, луна, весна, горести, смех)» песня «Неистов и упрям» «вполне подпадает под классификацию студенческой»; этому же типу соответствуют и «такие признаки, как присутствие лирического героя в виде группы, обозначенной притяжательным местоимением множественного числа „нам“». Основной образ, используемый в песне, — огонь («гори, огонь, гори…»), но при этом, по мнению Шраговица, это не огонь свечи, а огонь пожара — возможно, существует связь этого образа со стихотворением Максимилиана Волошина «Огонь» из цикла «Путями Каина», отсылающая к словам «Неистовое пламя мятежей, / Неукротимый факел Прометея, / Зажжённый им от громовой стрелы».
Поэт и критик Алексей Верницкий писал, что в песне «Неистов и упрям» можно выделить религиозные образы, связанные с буддийской моделью мира. В частности, по мнению Верницкого, «когда герой говорит об огне, речь идёт об одном из центральных образов буддизма — об огне впечатлений и страстей, который делает существование циклическим и приводит к вечным перерождениям».
Литературовед Леонид Дубшан отмечал, что в песне «Неистов и упрям» уже «заданы свойства поэтики и лирической философии Окуджавы, вполне развернувшиеся в других его вещах десятилетия спустя», и называл эту песню «первофеноменом» художественного мира Окуджавы. Дубшан подчёркивал жанрово-тематическую связь песни «Неистов и упрям» с более поздними произведениями Окуджавы, такими как «Прощание с новогодней ёлкой» (1966) и «Старинная студенческая песня» (1967).